# Dietreichs (Gemeinde Allentsteig)
Dietreichs ist seit dem 1. Jänner 1964 eine Katastralgemeinde von Allentsteig in Niederösterreich. mit einer Grundfläche von 395,17 Hektar Grundfläche. Um den Truppenübungsplatz Döllersheim anlegen zu können, wurden ab 1938 die Bewohner ausgesiedelt.

## Geografie
Das Straßendorf Dietreichs lag in einer tiefen, gegen den im Westen gelegenen Plöttbach leicht abfallenden Mulde, die von einem unbenannten Rinnsal entwässert wurde.

## Geschichte
Ursprünglich bestanden ein Ober- und ein Unter-Dietreichs. Ober-Dietreichs verödete nach einem Feldzug König Johanns von Böhmen im Jahr 1336 und wurde später noch als Öden-Dietreichs bezeichnet.
Im 12. Jahrhundert war Dietreichs Sitz eines Adelsgeschlechts. Indirekt wird der Ort 1170 erstmals urkundlich erwähnt, als ein Ludolt von Diteriches als Zeuge bei einer Schenkung an das Stift Zwettl aufscheint. In den Jahren 1270, 1272 und 1298 scheint der Name Dietrichs in der jeweils üblichen Schreibweise ebenfalls in Urkunden auf.
1363 wurde durch Herzog Rudolf die Feste Dietreichs an Ulrich Hofkirchner und Alram Pölinger verliehen. Nach einigen Besitzerwechseln dürfte die Burg zu Ende des 15. Jahrhunderts bereits verödet sein. 1602 erwarb Sigmund von Lamberg das Landgericht Dietreichs, das auf diese Art zur Herrschaft Ottenstein kam.
Seit 1652 führte die Pfarre Döllersheim die Kirchenbücher für Geburten und ab 1654 auch jene für Trauungen und Todesfälle in Dietreichs. Nach der Aufhebung der Pfarre Döllersheim wurden diese Matriken der Pfarre Rastenfeld zur Aufbewahrung übergeben.
1752 wurde die Ortskapelle von Dietreichs erbaut.
Die Gemäuer der Kapelle sind noch größtenteils erhalten. Sie ist mit einem teilweise eingestürzten Dach bedeckt. Die Eingänge und Fenster sind aufgrund der Einsturzgefahr fix verschlossen. Im Jahr 1822 wurde der Ort als Dorf mit 18 Häusern genannt, das nach Döllersheim eingepfarrt war und die Kinder in Oberndorf eingeschult wurden. Die Herrschaft Dobra besaß die Ortsobrigkeit und besorgte die Konskription. Die Landgerichtsbarkeit wurde von der Herrschaft Ottenstein ausgeübt. Die Untertanen und Grundholde des Ortes gehörten den Herrschaften Dobra und Ottenstein.

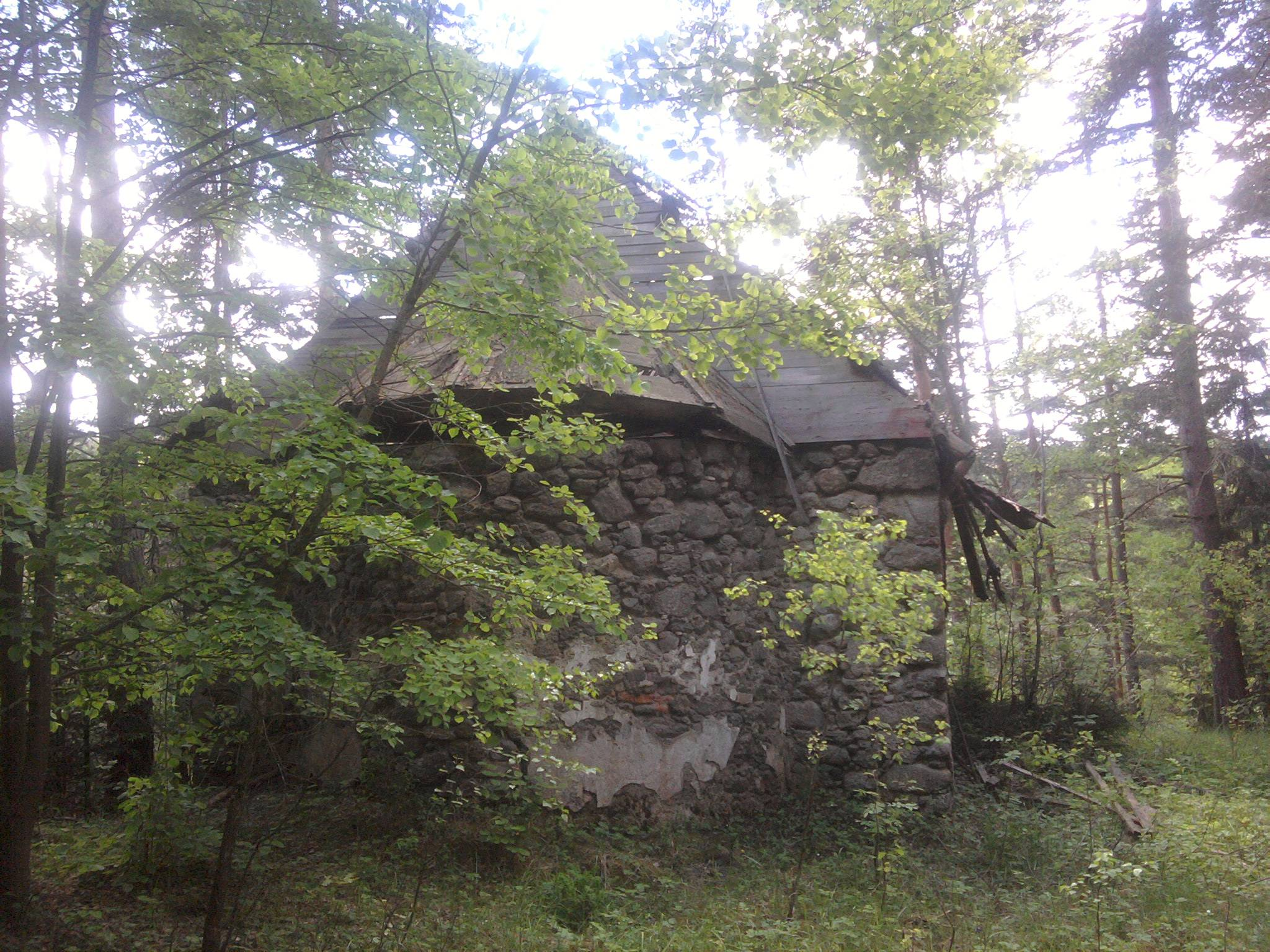
Ortskapelle im abgesiedelten Dorf Dietreichs am Truppenübungsplatz Allentsteig, direkt am Ottensteiner Stausee

Laut Adressbuch von Österreich waren im Jahr 1938 in Dietreichs mehrere Landwirte mit Ab-Hof-Verkauf ansässig. Um den Truppenübungsplatz Döllersheim errichten zu können, wurde der Bevölkerung von Dietreichs von den nationalsozialistischen Machthabern bis zum 5. August 1938 Zeit gegeben, den aus 24 Häusern bestehenden Ort zu verlassen.